# Donal Creed
Donal John Creed (7 septembre 1924-23 novembre 2017) est un homme politique irlandais du Fine Gael qui est ministre d'État de juin 1981 à février 1982 et de décembre 1982 à février 1986. Il est Teachta Dála (TD) de 1965 à 1989. Il est membre du Parlement européen pour l'Oireachtas de 1973 à 1977.

## Carrière politique
Il se présente pour la première fois au Dáil Éireann lors d'une élection partielle en mars 1965 pour la circonscription de Cork Mid, à la suite du décès du député travailliste Dan Desmond. L'élection partielle est remportée par la veuve de Desmond, Eileen mais aux élections générales de 1965 en avril de la même année, Creed remporte le quatrième siège dans la circonscription de quatre sièges.
Creed est réélu lors de sept autres élections générales, passant en 1981 dans la nouvelle circonscription de Cork Nord-Ouest lorsque Cork Mid est supprimée à la suite de changements de limites. De 1973 à 1977, il est l'un des premiers députés irlandais au Parlement européen, avant que les députés européens soient élus directement. Il est également président du conseil du comté de Cork de 1978 à 1979.
Dans le premier gouvernement de coalition de Garret FitzGerald, Creed est nommé ministre d'État au ministère de la Santé de juin à novembre 1981, puis ministre d'État au ministère de l'Environnement de novembre 1981 jusqu'à ce que le gouvernement soit battu lors d'un vote sur le budget en janvier 1982. Le Fianna Fáil revient au pouvoir lors des élections générales de février 1982, mais ce gouvernement est également de courte durée. Lorsque FitzGerald forme un deuxième gouvernement de coalition après de nouvelles élections générales en novembre 1982, Creed est nommé ministre d'État au ministère de l'Éducation le 16 décembre 1982. Il occupe ce poste jusqu'à ce qu'il soit démis de ses fonctions dans le cadre d'un remaniement en février 1986,.
Il est président du groupe parlementaire Fine Gael de 1987 à 1989. Il quitte le Dáil aux élections générales de 1989 et son fils Michael Creed occupe le siège pour le Fine Gael.